# Ivy (slameur)
Pour les articles homonymes, voir Ivy.
Ivy, né Jean-Baptiste Ivan Bielinski, à Strasbourg en 1966, est un poète, auteur-compositeur-interprète et slameur québécois. 

## Biographie
Né à Strasbourg en 1966 de parents français d’ascendance allemande et polonaise, il obtient sa citoyenneté canadienne à l’âge de 18 ans.
Détenteur d’un baccalauréat en littérature française, il fait son entrée sur la scène artistique québécoise au début des années 1990 alors qu’il est membre du duo folk engagé Ivy et Reggie. 
Il publie des textes dans plusieurs revues telles que Estuaire, Exit et Zinc. 
Il estime que le slam permet aux poètes de parler aux gens et il n'hésite pas à en faire la promotion dans les écoles du Québec. Militant en faveur de l’indépendance politique de la province de Québec, son travail artistique reflète ses convictions. 
À l'été 2023, les ruisseaux perdus du Plateau Mont-Royal sont commémorés par cinq poémes d'Ivy calligraphiés sur l’asphalte de l’avenue du Mont-Royal.

### Slam
En 1997, il se fait remarquer en remportant le premier prix de la 3e édition des Francouvertes. C’est son implication dans la naissance et le développement de la scène slam québécoise qui le fera connaître au grand public. 
En 2004, il prend part au Festival Voix d'Amériques ainsi qu’au Wordolympics, un événement célébrant la multiplicité des formes de spoken word se tenant à Ottawa.
Il présente en 2005 des chroniques sous forme de slams à la radio étudiante de l’Université de Montréal (CISM), puis à l’antenne d’ICI Radio-Canada Première, à l'émission Vous m’en lirez tant, de septembre 2005 à mars 2006.
En 2008, il lance le premier enregistrement de poésie slam au Québec, SLAMÉRICA, après avoir instigué les soirées Slamontréal en 2006, puis fondé la Ligue québécoise de slam (LIQS) en 2007,. 
Il se produit également dans des événements comme le Festival de la chanson de Tadoussac et la Coupe du monde de slam à Bobigny, en France.  
En 2016, il organise le 10e anniversaire de Slamontréal. Pendant 10 jours, du 20 octobre au 6 novembre, des artistes du slam tels que D-Track, Mathieu Lippé, Queen Ka, Amélie Prévost, le Grand Slack et l’Américain Marc Smith se produisent sur la scène du O Patro Vys. Puis, le 6 novembre au soir a  lieu la grande finale de la LIQS au Club Soda.

## Œuvres

### Littérature
- Slam à toi! : de l'écriture à la scène, Montréal, Bayard Canada, 2015, 103 p.  (ISBN 9782895796992) et  (ISBN 9782895796992)
- Slamérica, Montréal, Le Lézard amoureux, 2008, 113 p.  (ISBN 2923398106)
- Les corps carillonnent, Montréal, Le Noroît, 2005, 51 p.  (ISBN 289018546X) et  (ISBN 9782890185463)
- « Slameurs, poètes et poésie », Exit, no 47, juin 2007.
- De profundis : tôt ou tard (théâtre), Québec, Botakap, 30 p.  (ISBN 2980302422)

### Discographie
- 1999 : Feux-Fuyants sur fond d'amour noir, Inty/Local Distribution
- 2002 : Ivy et Reggie (avec Reggie), Inty/Local Distribution
- 2008 : Slamérica, Indica/Le Lézard amoureux (livre-disque)
- 2012 : Hors des sentiers battus, Productions de l'Onde
- 2016 : S'armer de patience, Productions de l'incidental